# Eric Prydz
Eric Sheridan Prydz (Täby, 19 luglio 1976) è un disc jockey, musicista e produttore discografico svedese.
Possiede tre case discografiche: Pryda Recordings, Pryda Friends e Mouseville.

## Biografia
Conosciuto in tutto il mondo, specie a livello europeo, deve la sua fama soprattutto a due hit. Una è del 2004, "Call on me", basata sul campione di una vecchia canzone di Steve Winwood, "Valerie", che non si è soltanto piazzata alla n. 1  delle classifiche dei dischi più ballati in numerosi paesi, ma è anche riuscita a rimanere al vertice della classifica di vendita dei singoli della Gran Bretagna per cinque settimane e della Germania per sei.
L'altra hit che ha contribuito ad accrescere la sua popolarità è "Proper education", del 2006, la rivisitazione in chiave house del celeberrimo pezzo dei Pink Floyd "Another Brick in the Wall". "Proper education" è rimasta alla n. 1 della Global Dance Traxx, la classifica dei dischi più ballati del mondo, per 14 settimane. Altri suoi singoli sono "Woz not woz", "Human beaviour" e "Nile".
Da segnalare anche un suo remix di "(Reach Up for The) Sunrise" dei Duran Duran. Ha collaborato con altri famosi dj, tra cui Steve Angello, con cui ha realizzato "Sunrise", e Axwell, con cui pubblica dei dischi sotto il nome di AxEr. Prydz produce anche sotto il nome di Cirez D, Sheridan, Pryda, e Moo. e ha inoltre formato vari gruppi, di conseguenza con diversi pseudonimi tra cui Cirez D, Dukes of Sluca, Groove System, Hardform, Pryda, Moo, Sheridan, Tonja Holm, AxEr (con Axwell) e A&P Project (con Steve Angello).
A ogni pseudonimo corrispondono sonorità elettroniche differenti. Il progetto Pryda ha come caratteristica sonorità prettamente progressive house, il progetto Cirez D sonorità più techno.
La sua canzone "Pjanoo" fa parte della colonna sonora del gioco Grand Theft Auto IV: The Ballad of Gay Tony.

## Discografia

### Album
- Opus (2016)

### Singoli
| Anno | Titolo                        | Posizioni in Classifica | Posizioni in Classifica | Posizioni in Classifica | Posizioni in Classifica | Posizioni in Classifica | Posizioni in Classifica | Posizioni in Classifica | Posizioni in Classifica | Posizioni in Classifica | Posizioni in Classifica | Posizioni in Classifica | Posizioni in Classifica | Posizioni in Classifica | Posizioni in Classifica | Posizioni in Classifica | Posizioni in Classifica | Posizioni in Classifica | Posizioni in Classifica | Posizioni in Classifica | Posizioni in Classifica | Posizioni in Classifica | Posizioni in Classifica | Posizioni in Classifica |
| Anno | Titolo                        | GER                     | UK                      | FRA                     | AUS                     | AUT                     | SWI                     | FIN                     | NOR                     | SWE                     | IRE                     | NZ                      | NED                     | POL                     | TUR                     | ITA                     | DEN                     | BEL                     | BUL                     | Mondo                   | Classifiche Billboard   | Classifiche Billboard   | Classifiche Billboard   | Classifiche Billboard   |
| Anno | Titolo                        |                         |                         |                         |                         |                         |                         |                         |                         |                         |                         |                         |                         |                         |                         |                         |                         |                         |                         |                         | EUR                     | GDT                     | DIG                     | HDA                     |
| ---- | ----------------------------- | ----------------------- | ----------------------- | ----------------------- | ----------------------- | ----------------------- | ----------------------- | ----------------------- | ----------------------- | ----------------------- | ----------------------- | ----------------------- | ----------------------- | ----------------------- | ----------------------- | ----------------------- | ----------------------- | ----------------------- | ----------------------- | ----------------------- | ----------------------- | ----------------------- | ----------------------- | ----------------------- |
| 2004 | "Call on Me"                  | 1                       | 1                       | 1                       | 2                       | 1                       | 2                       | 4                       | 1                       | 1                       | 1                       | 38                      | 4                       | 1                       | 6                       | 41                      | 2                       | 4                       | -                       | 6                       | -                       | -                       | -                       | 5                       |
| 2005 | "Woz Not Woz"                 | -                       | 55                      | 50                      | -                       | -                       | 84                      | -                       | -                       | -                       | -                       | -                       | -                       | -                       | -                       | -                       | -                       | -                       | -                       | -                       | -                       | -                       | -                       | -                       |
| 2006 | Remember                      | -                       | -                       | -                       | -                       | -                       | -                       | 13                      | -                       | -                       | -                       | -                       | -                       | -                       | -                       | -                       | -                       | -                       | -                       | -                       | -                       | -                       | -                       | -                       |
| 2007 | "Proper Education (The Wall)" | 4                       | 2                       | 10                      | 20                      | 20                      | 12                      | 1                       | -                       | 12                      | 9                       | -                       | 3                       | 1                       | -                       | 11                      | 3                       | 2                       | 23                      | 20                      | 19                      | 1                       | -                       | 1                       |
| 2007 | "RYMD"                        | -                       | -                       | -                       | -                       | -                       | -                       | -                       | -                       | -                       | -                       | -                       | -                       | -                       | -                       | -                       | -                       | -                       | -                       | -                       | -                       | 40                      | -                       | -                       |
| 2007 | "Genesis"                     | -                       | -                       | -                       | -                       | -                       | -                       | 17                      | -                       | -                       | -                       | -                       | -                       | -                       | -                       | -                       | -                       | -                       | -                       | -                       | -                       | -                       | -                       | -                       |
| 2008 | "Europa"                      | -                       | -                       | -                       | -                       | -                       | -                       | -                       | -                       | -                       | -                       | -                       | -                       | -                       | -                       | -                       | -                       | -                       | -                       | -                       | -                       | -                       | -                       | -                       |
| 2008 | "Pjanoo"                      | 34                      | 2                       | 21                      | -                       | 22                      | 31                      | 8                       | -                       | 6                       | 7                       | -                       | 4                       | -                       | 2                       | -                       | -                       | 8                       | -                       | 38                      | 7                       | -                       | 2                       | -                       |
| 2010 | "Niton"                       | 44                      | 38                      | 76                      | -                       | -                       | -                       | -                       | 36                      | 19                      | -                       | -                       | -                       | -                       | -                       | -                       | -                       | -                       | -                       | -                       | -                       | -                       | -                       | -                       |

 Note:
EUR: European Hot 100 Singles. GDT: Global Dance Tracks. DIG: Euro Digital Songs. HDA: Hot Dance Airplay.

### Singoli ed EP
- 2001 By Your Side / Mr. Jingles
- 2001 Bass:ism / Groove Yard (con Marcus Stork)
- 2001 By Your Side
- 2002 EP1
- 2002 EP2
- 2003 EP3
- 2003 Slammin'
- 2003 Sunrise (A&P Project)
- 2003 Call On Me
- 2004 Human Behaviour / Lesson One (Pryda)
- 2004 Control Freak (Cirez D)
- 2004 Deep Inside (Cirez D)
- 2004 Diamond Girl (Cirez D)
- 2004 Spooks / Doit (Pryda)
- 2004 In & Out
- 2004 High On You (Sheridan)
- 2004 Woz Not Woz (con Steve Angello)
- 2005 123 (AxEr)
- 2005 321 (AxEr)
- 2005 Knockout (Cirez D)
- 2005 Re-Match (Cirez D)
- 2005 Teaser / Lollipop (Cirez D)
- 2005 Aftermath (Pryda)
- 2005 Nile / Sucker DJ (Pryda)
- 2006 Fatz Theme / Flycker (Sheridan)
- 2006 Ferriberri (con Sebastian Ingrosso) (mai rilasciata ufficialmente)
- 2006 Proper Education #2 UK
- 2006 Remember / Frankfurt (Pryda)
- 2006 Punch Drunk (Cirez D)
- 2006 Deep Inside (Cirez D)
- 2007 Horizons (Cirez D)
- 2007 Genesis (Pryda)
- 2007 Teaser (Cirez D)
- 2007 Ironman / Madderferrys (Pryda)
- 2007 Muranyi / Balaton (Pryda)
- 2007 Rymd / Armed (Pryda)
- 2007 Mouseville's Theme (Cirez D)
- 2008 Europa / Odyssey (Pryda)
- 2008 Pjanoo / F12 (Pryda)
- 2008 Stockholm Marathon / The Journey (Cirez D)
- 2008 Läget (Cirez D)
- 2008 Evouh / Wakanpi / Rakfunk (Pryda)
- 2009 Animal / Miami to Atlanta / Loaded (Pryda)
- 2009 On Off / Fast Forward (Cirez D)
- 2009 Melo / Lift / Reeperbahn (Pryda)
- 2009 The Tunnel / Raptor (Cirez D)
- 2009 Waves / Alfon (Pryda)
- 2009 On Off / Fast Forward (Cirez D)
- 2010 Bauerpost / Glow (Cirez D)
- 2010 Exit (Cirez D)
- 2010 Rymd 2010 / Inspiration (Pryda)
- 2010 Emos / Viro (Pryda)
- 2010 The End / M.S.B.O.Y (Pryda)
- 2010 Niton / Vega (Pryda)
- 2010 Niton (The Reason) (Pryda feat. Jan Burton)
- 2010 Illusions / Glimma (Pryda)
- 2011 Full Stop (Cirez D)
- 2011 Tomorrow (Cirez D & Acki Kokotos)
- 2011 Sirtos Madness (Cirez D & Acki Kokotos)
- 2011 Mokba (Cirez D)
- 2011 Mirage / Juletider / With Me (Pryda)
- 2011 2night (Pryda)
- 2012 SW4 (Pryda)
- 2012 Allein (Pryda)
- 2012 Every Day (Pryda)
- 2012 Bergen / Recomondos (Pryda)
- 2013 Power Drive (Pryda)
- 2013 Layers (Pryda)
- 2013 Rotonda (Pryda)
- 2013 Lycka (Pryda)
- 2013 F.A.T (Pryda)
- 2014 Liberate
- 2014 Mija / Origins / Backdraft / Axis (Pryda)
- 2014 Ruby (Cirez D)
- 2014 Teaser (Cirez D)
- 2015 Generate
- 2015 Rebel XX / Run / Loving You / Neuron (Pryda)
- 2015 Opus
- 2015 Welcome to My House / Annexet / Clapham / Snaz / Rush / T.I.D (Pryda)
- 2015 One Day / SOL / Bussen / Border Control / Bytatag / INOX / Crossings / Seadweller / The Truth / Arpe / Frost / Nightbreed (Pryda)
- 2015 Voided / On Top Baby / Chaos / Deep Inside 04 (Remix) / Rise (Cirez D)
- 2016 Liam
- 2016 Black Dyce
- 2016 Collider
- 2016 Som Sas
- 2016 Last Dragon
- 2016 Moody Monays feat. The Cut (Eric Prydz)
- 2016 Floj
- 2016 Trubble
- 2016 Eclipse
- 2016 Sunset At Cafè Mambo
- 2016 Breathe (feat. Rob Swire)
- 2016 Oddity
- 2016 The Matrix
- 2016 Choo / The Future / The End Is Just Beginning (Pryda)
- 2016 Lillo (Pryda)
- 2020 NOPUS
- 2023 The Return / Of Me (Pryda)

### Remix
2002
- Outfunk - Echo Vibes (Eric Prydz Mix)
- Star Alliance - PVC (Eric Prydz Mix)

2003
- Harry's Afro Hut - C'mon Lady (Eric Prydz Mix)
- Outfunk - Lost In Music (Eric Prydz Remix)
- Steve Angello - Voices (Eric Prydz Remix)
- SNAP! vs Motivo - The Power (Of Bhangra) (Eric Prydz Remix)
- M Factor - Come Together (Eric Prydz New Vocal Mix)
- M Factor - Come Together (Eric Prydz Dub)
- The Attic - Destiny (Eric Prydz Remix)
- Futureshock - Pride's Paranoia (Eric Prydz Remix)
- Smoked - Metropolis (Eric Prydz Remix)
- Pet Shop Boys - Miracles (Eric Prydz Remix)
- Par-T-One vs. INXS - I'm So Crazy (Eric Prydz Mix)
- Aloud - Sex & Sun (Eric Prydz Remix)

2004
- Duran Duran - (Reach Up For The) Sunrise (Eric Prydz Mix)
- Shapeshifters - Lola's Theme (Eric Prydz Remix Edit)
- Mutiny - Holding On (Eric Prydz Mix)
- Alter Ego - Rocker (Eric Prydz Remix)

2005
- Axwell - Feel The Vibe (Eric Prydz Remix)
- Howard Jones - And Do You Feel Scared (Eric Prydz Remix)
- Eric Prydz - In & Out (Eric Prydz Remix)

2006
- Switch - A Bit Patchy (Eric Prydz Remix)
- Paolo Mojo - 1983 (Eric Prydz Remix)
- Duran Duran - Nice (Main Mix)
- Duran Duran - Nice (Radio Mix)
- Double 99 - Ripgroove 2006 (Cirez D Mix)

2007
- Dj MyR and Dj Blanca Morales - Fussions (Radio Mix)

2008
- Sven Väth - The Beauty and the Beast (Eric Prydz Remix)
- Christian Smith & John Selway - Total Departure (Cirez D Mix)
- Paolo Mojo & Jim Rivers - Ron Hardy Said (Eric Prydz Remix)

2009
- Sébastien Léger - The People (Eric Prydz Remix)
- Calvin Harris – Flashback (Eric Prydz Remix)

2010
- Felix Da Housecat - Thee Anthem
- Faithless - Not Going Home

2011
- Depeche Mode - Personal Jesus
- Depeche Mode - Never Let Me Down Again
- Digitalism - Circles (Eric Prydz Remix)

2012
- M83 - Midnight City

2015
- CHVRCHES - Tether

2019
- CamelPhat & Cristoph feat. Jem Cooke - Breathe

2022
- Anyma & Chris Avantgarde - Consciousness